# ليزا يوهانسون
ليزا يوهانسون (بالسويدية: Lisa Johansson)‏ هي لاعبة هوكي الجليد سويدية، ولدت في 11 أبريل 1992 في نيبرو في السويد.

## وصلات خارجية
- ليزا يوهانسون على موقع EliteProspects.com (الإنجليزية)
- ليزا يوهانسون على موقع أوليمبيديا (الإنجليزية)
- ليزا يوهانسون على موقع اللجنة الأولمبية السويدية (السويدية)